# 金鍾碩
金 鍾碩 (김종석）は大日本帝国陸軍（朝鮮人日本兵）および大韓民国の軍人。
最終階級は日本軍で大尉、韓国陸軍で中領。
創氏改名時の日本名は日原正人。

## 経歴
1938年、 京城府の京城高等普通学校を卒業。
1942年12月、陸軍士官学校卒業56期生。同期に大韓民国国軍創設の中心人物の一人李亨根（松山武雄）や、漢江橋過早爆破の責任を問われ銃殺刑に処された崔昌植（高山隆）がいる。

### 沖縄戦
沖縄戦では、日本陸軍第32軍、歩兵第32連隊第2大隊 (志村常雄大隊長) で小隊長として前田高地の戦い (ハクソーリッジ) を戦った。日原正人中尉の戦闘ぶりと人柄は、当時学徒兵であり後に沖縄学の権威となった外間守善の沖縄戦記に記されている。1945年4月26日以降の前田高地の激闘から、日本軍の組織的な戦闘停止、また日本の降伏を過ぎても、宜野湾の山手でゲリラ戦を余儀なくされた大隊は、9月3日、中頭郡中城村北上原で米軍に降伏する。

#### 前田高地の戦闘
米兵に「ありったけの地獄をひとつにまとめた」と語られた、壮絶な白兵戦が繰り広げられた前田高地で、金は小隊長として大隊のまとめ役であった。外間守善は隊を率いる小隊長日原中尉の剛毅さをこう記す。
5月1日、前田高地突入の命令が下り、第2歩兵砲小隊は未明に前田高地にむかった。第32連隊第2大隊砲小隊の佐藤良治は北海道新聞に寄せた戦記にこう記している。
5月10日の明け方、金は前田高地の戦いで奇跡的に生き残り、数名の重傷兵士とともに乾パン壕のなかで外間らに発見される。米軍の攻撃を避けつつ前田高地の乾パン壕から、缶詰壕、賀谷大隊の戦闘指揮壕、仲間の壕へ移動。

### 北上原でのゲリラ戦
さらに棚原高地から北上原へと潜伏しながら移動する。外間はこう記す。

### 朝鮮戦争とその後
その後、韓国に渡る。
1946年3月27日付で軍事英語学校を卒業し、韓国陸軍の任大尉（軍番10070番）。
1946年9月11日、国防警備隊作戦教育課長（大尉）。同年10月4日から11月25日まで国防警備隊総司令部人事処長、12月に警備士官学校臨時校長を兼任するなど高級将校として活躍した。
1947年2月29日、第2連隊長。同年9月、経理不正が発覚して拘束されたが、証拠不十分で無罪となった。
1948年6月18日、第5旅団参謀長。同年8月8日、第4旅団参謀長。8月16日から10月11日まで旅団長代理。
1948年10月19日、南朝鮮労働党による軍部隊の反乱、麗水・順天事件が起こると、左派系の南朝鮮労働党系軍人であるということが明らかになり、首謀者の一人として逮捕された。1948年11月に軍法会議で死刑判決をうける。1949年8月2日午後2時、ソウル市恩平区にある某所で銃殺された。その際、余裕を失うことなく、明るく笑って米軍政所属の将校たちと握手し始終笑顔であったという。

## 沖縄戦を戦った朝鮮人軍人
- 申應均
- 崔貞根（최정근）：航士56期、沖縄で戦死
- 鄭祥秀（정상수）：陸士57期、沖縄で戦死